# دهستان کاغذکنان مرکزی
کاغذکنان مرکزی یکی از دهستان‌های استان آذربایجان شرقی است که در بخش کاغذکنان شهرستان میانه  با مرکزیت شهر آقکند ( خونج ) واقع شده‌است.